# Schonstett

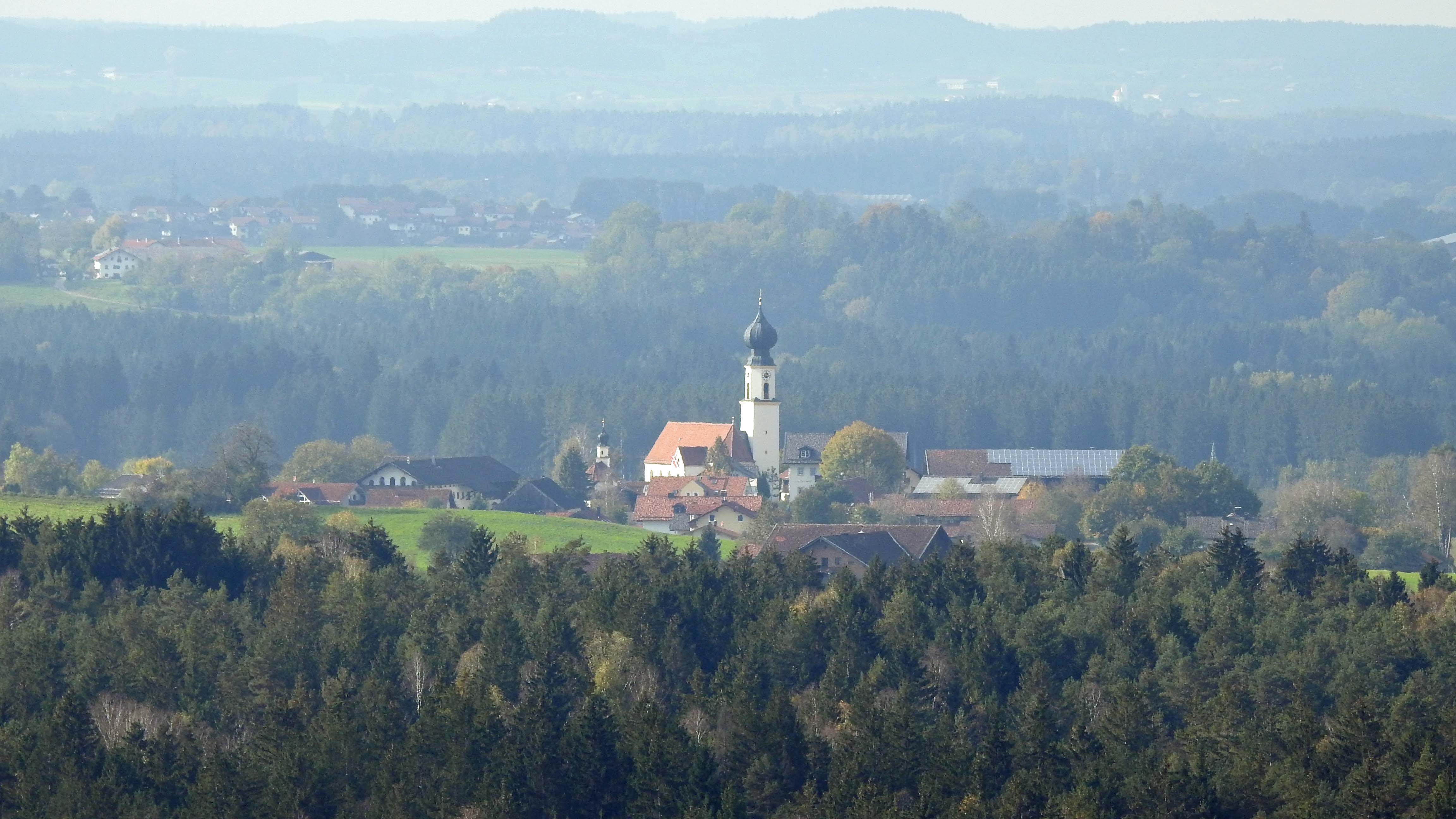
Schonstett von Osten

Schonstett ist eine Gemeinde im oberbayerischen Landkreis Rosenheim. Die Gemeinde ist Mitglied der Verwaltungsgemeinschaft Halfing.

## Geographie

### Gemeindegliederung
Es gibt 17 Gemeindeteile (in Klammern ist der Siedlungstyp angegeben):
- Achen (Weiler)
- Aichet (Weiler)
- Au (Dorf)
- Breitenbach (Weiler)
- Frieberting (Weiler)
- Helperting (Weiler)
- Irlach (Einöde)
- Köhl (Einöde)
- Murn (Weiler)
- Neubau (Weiler)
- Rauhöd (Weiler)
- Rieperting (Weiler)
- Schonstett (Pfarrdorf)
- Schwöll (Einöde)
- Weichselbaum (Einöde)
- Weiher (Einöde)
- Zillham (Dorf)

### Natur
Folgende Schutzgebiete berühren das Gemeindegebiet:
- Landschaftsschutzgebiet Halfinger Freimoos (LSG-00582.01)
- Fauna-Flora-Habitat-Gebiet Murn, Murner Filz und Eiselfinger See (8039-371)

## Geschichte

### Bis zum 19. Jahrhundert
Die erste Erwähnung Schonstetts findet sich in einer Urkunde König Heinrichs IV. aus dem Jahre 1077. In diesem „Privilegium Henrici IV imperatoris“ wird der Ort als einer aus der Gründungsschenkung von Herzog Tassilo III. an das Kloster Frauenchiemsee genannt. Die Schenkung hatte 780 stattgefunden und wurde bei der Einweihung des Klosters durch den Salzburger Bischof Vigil im Jahre 782 erwähnt. Somit ist Schonstett bereits über 1200 Jahre alt. Die alte Burg stand damals auf dem heutigen Kirchberg, wovon der massive Kirchturm und die alten Schlosskapelle aus dem 12. Jahrhundert noch zeugen. Vom alten Schlossturm, einem exponierten Schauturm, hat der Ort wohl auch seinen Namen. Denn mundartlich nennt sich der Ort „Schauschded“.

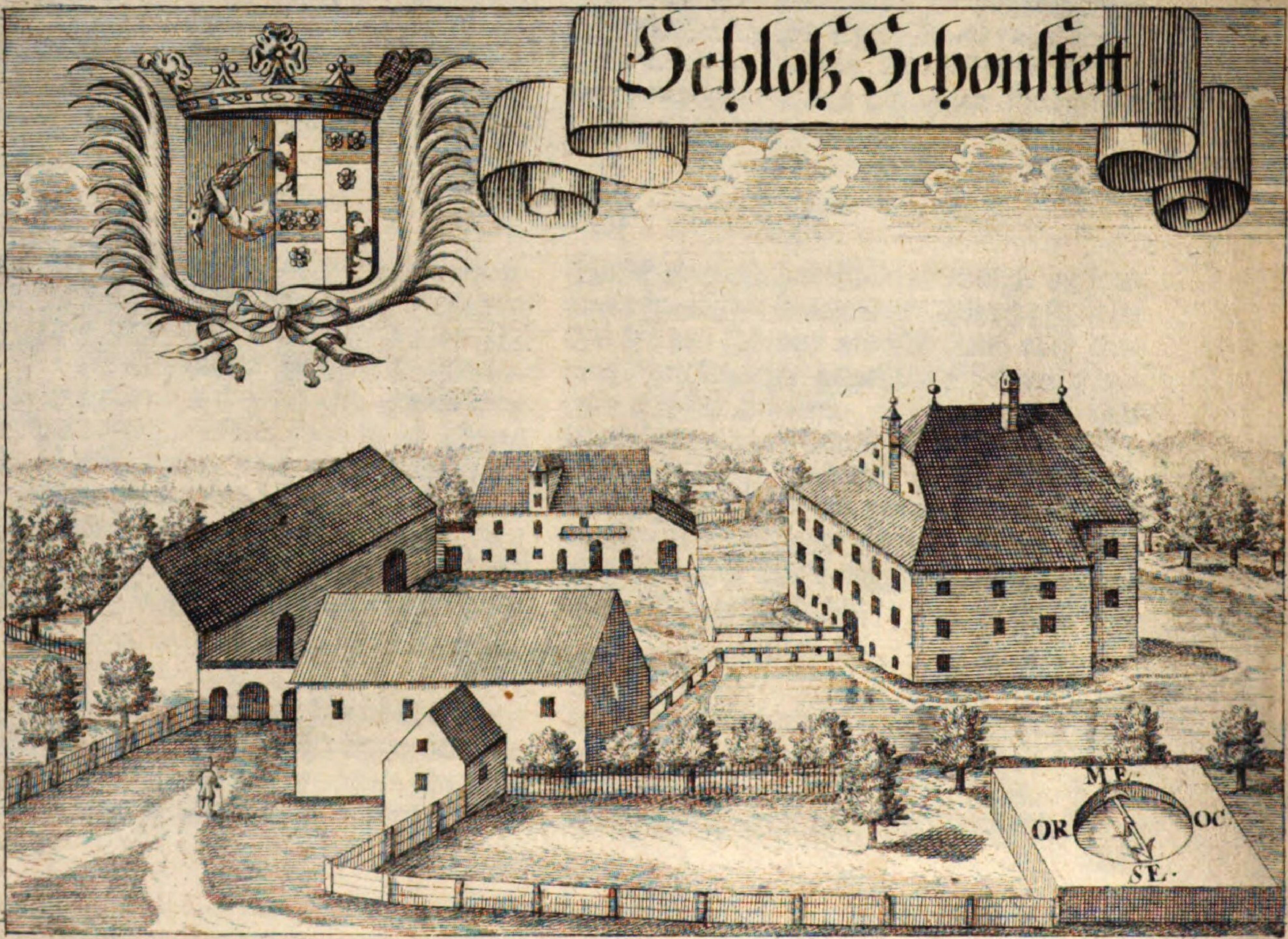
Schloss Schonstett, Stich von Michael Wening, 1721

Der Codex diplomaticus Falkensteinensis erwähnt Schonstett als Sconsteten, später auch als Sconstet, in späteren Dokumenten des Klosters Herrenchiemsee aus dem 12. Jahrhundert findet sich Schônstete. Im hohen Mittelalter waren die Herren von Schonstett Dienstmannen der Hallgrafen von Wasserburg am Inn. In der Mitte des 15. Jahrhunderts wird die Höhenburg aufgegeben und 1480 ein Wasserschloss errichtet. Dies wurde um 1700 von Michael Wening abgebildet und ist bis heute weitgehend unverändert. Allerdings wurde der Wassergraben im 19. Jahrhundert zugefüllt.
Bis etwa 1550 wurden die Edlen von Schonstett erwähnt, dann kam die geschlossene Hofmark in die Hände derer von Leublfing. In der Folge wechselten die Freiherren im Generationenabstand, bis zum Ende des 16. Jahrhunderts die Freiherren von Preu von Straßkirchen den Besitz übernahmen. Dies erwarben auch die benachbarte Hofmark Stephanskirchen (bei Evenhausen) und verkauften zu Beginn des 18. Jahrhunderts an die Freiherren von Schleich, die ihrerseits etwa 100 Jahre darauf saßen. Die Barone von Reisenegger und von Ziegler waren die letzten Hofmarksherren, die auch noch bis 1848 die Patrimonialgerichtsbarkeit ausübten.
Schonstett wurde 1802 als geschlossene Hofmark im Zuge der Montgelas’schen Verwaltungsreformen in Bayern ein Steuerdistrikt und mit dem Gemeindeedikt von 1818 eine selbständige politische Gemeinde. Gleiches galt für Zillham, das damals Schonstett hufeisenförmig umschloss. Bis 1845 gehörten beide Gemeinden zum Landgericht Trostberg und danach zum Landgericht Wasserburg.

### Verwaltungsgemeinschaft
Nach langer Suche trat Schonstett Ende der 1970er Jahre der Verwaltungsgemeinschaft Halfing bei.

### Eingemeindungen
Im Zuge der Gebietsreform in Bayern wurde am 1. Januar 1971 die Gemeinde Zillham eingegliedert.

### Einwohnerentwicklung
Zwischen 1988 und 2018 wuchs die Gemeinde von 1032 auf 1356 um 324 Einwohner bzw. um 31,4 %.

## Wappen
| | Blasonierung: „In Rot ein links hervorbrechender, golden bekleideter Arm, einen mit dem Kopf nach unten schräglinks gestellten silbernen Fisch haltend, aus dessen Maul ein goldener Ring mit einem grünen Stein herabhängt.“ |
| Entlehnt vom Stammwappen der 1747 ausgestorbenen Adelsfamilie von Preu, die von 1602 bis 1703 die geschlossene Hofmark Schonstett besaßen. | |

## Kultur und Sehenswürdigkeiten
- Pfarrkirche St. Johann Baptist
- Schloss mit Parkanlage
- Freimoos (Zillham – Amerang – Halfing)

## Sport
- SV Schonstett
- Schlossschützen

## Bildung
- Grundschule Schonstett
- Kindergarten „Fridolin Pusteblume“ mit 50 Plätzen

## Jugend

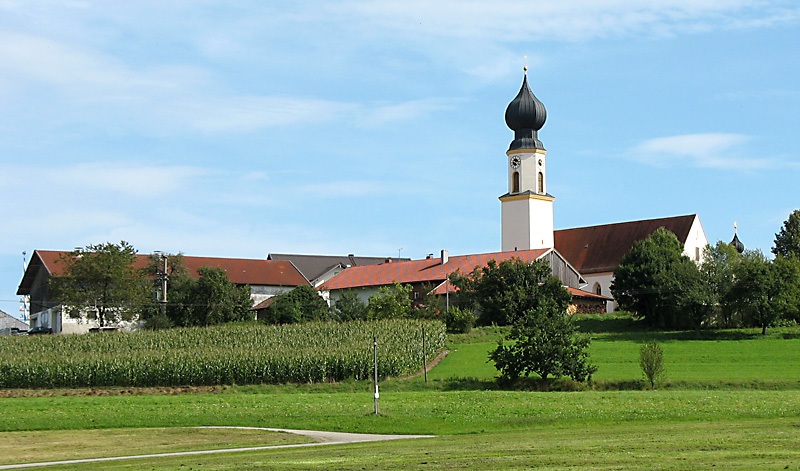
Blick von Nordwesten auf die Kirche von Schonstett

- KLJB Schonstett